# Bdeashkh
Bdeashkh fou el títol que al regne d'Armènia van portar els governadors de fins a quatre districtes fronterers, i era equivalent a marquès.
El títol ja s'esmenta en temps de Tigranes II el gran, que va fer establir un districte militar per defensar el nord, a la Gogarene, districte que fou confiat a un Bdeashkh (el títol era Bdeashkh del costat de Masqath).
Vers el 83 aC es van establir al regne d'Armènia quatre virregnats o Bdeashkh, un dels quals fou Síria. Un altre bdeashkh conegut fou Altzniq que vers el 300 es va proclamar independent aliat als perses, però el cap rebel Bakur no va reeixir i fou derrotat pel príncep Valinak de Siunia que es va casar amb la filla de Bakur i va rebre el seu feu. El quart Bdeashkh fou el de Corduena.
El títol s'esmenta fins al segle vi.